# Jesse Tobias
Jesse Tobias (ur. 1 kwietnia 1972 w Austin) – amerykański gitarzysta meksykańskiego pochodzenia. 

## Życiorys
Po raz pierwszy zyskał rozgłos podczas krótkiej kadencji w Red Hot Chili Peppers w 1992 - po miesiącu został wyrzucony, a RHCP zaproponowało dołączenie do zespołu Dave'owi Navarro. Zanim dołączył do Chili Peppers, grał w zespole Mother Tongue, a później w Alanis Morissette.